# درنغون
درنغون (بالفارسية: درنگون) هي قرية تقع في قسم بيزكي الريفي (مقاطعة تشناران) في إيران. يقدر عدد سكانها بـ 7 نسمة بحسب إحصاء 2016.